# LaKeith Stanfield
LaKeith Lee Stanfield (San Bernardino, 1991. augusztus 12. –) amerikai színész.
Játékfilmes debütálása az Átmeneti állomás (2013) című filmben volt, amelyért Independent Spirit díjra jelölték. További elismerést a Tűnj el! (2017), a Bocs, hogy zavarom (2018), a Csiszolatlan gyémánt (2019), a Tőrbe ejtve (2019) és a Júdás és a Fekete Messiás (2021) című filmekben nyújtott alakításaiért kapott. Utóbbival a legjobb férfi mellékszereplőnek járó Oscar-díjra jelölték.
2016–2022 között az Atlanta című sorozatban szerepelt, elnyerve a Black Reel Award for Television-díjat. 2023-ban a Bölcsőrablók című horrorsorozatban volt látható.

## Fiatalkora
1991. augusztus 12-én született a kaliforniai San Bernardinóban, Riverside-ban és Victorville-ben nőtt fel. Az édesanyját Karennek hívják.
Állítása szerint „nagy szegénységben nőtt fel egy szétszakadt családban, amely mindkét oldalról diszfunkcionális volt”. 14 éves korában döntött úgy, hogy színész lesz, miután csatlakozott a középiskola drámaklubjához. A John Casablancas Modeling and Career Centerbe járt Los Angelesben, ahol leszerződtette egy ügynökség. Ezután kezdett meghallgatásokra járni reklámfilmekbe.

## Pályafutása
Feltűnt a Selma (2014), a Kábszer (2015), az Egyenesen Comptonból (2015), A fénykép (2020), A vadnyugat törvényei szerint (2021), a Kísértetkastély (2023) és a Csodák könyve (2023) című filmekben. 

## Filmográfia

### Film
| Év   | Magyar cím                         | Eredeti cím                    | Szerep                      | Magyar hang   |
| ---- | ---------------------------------- | ------------------------------ | --------------------------- | ------------- |
| 2013 | Átmeneti állomás                   | Short Term 12                  | Marcus                      |               |
| 2014 | A megtisztulás éjszakája: Anarchia | The Purge: Anarchy             | fiatal maszkos férfi        |               |
| 2014 | Selma                              | Selma                          | Jimmie Lee Jackson          |               |
| 2015 | Kábszer                            | Dope                           | Marquis / Bogár             | Hamvas Dániel |
| 2015 | Egyenesen Comptonból               | Straight Outta Compton         | Snoop Dogg                  | Renácz Zoltán |
| 2015 | Mindent Milesról                   | Miles Ahead                    | Junior                      |               |
| 2015 |                                    | Memoria                        | Max                         |               |
| 2016 |                                    | Live Cargo                     | Lewis                       |               |
| 2016 | Snowden                            | Snowden                        | Patrick Haynes              | Pál Tamás     |
| 2017 |                                    | Crown Heights                  | Colin Warner                |               |
| 2017 | Tűnj el!                           | Get Out                        | Andre Hayworth / Logan King | Czető Roland  |
| 2017 |                                    | The Incredible Jessica James   | Damon                       |               |
| 2017 |                                    | War Machine                    | Billy Cole tizedes          |               |
| 2017 |                                    | Izzy Gets the F*ck Across Town | George                      |               |
| 2017 |                                    | Death Note                     | Lebensborn Atubia / L       |               |
| 2017 |                                    | Quest                          | Diego                       |               |
| 2018 | Bocs, hogy zavarom                 | Sorry to Bother You            | Cassius "Cash" Green        | Orosz Ákos    |
| 2018 |                                    | Come Sunday                    | Reggie                      |               |
| 2018 | Ami nem öl meg                     | The Girl in the Spider's Web   | Edwin Needham               |               |
| 2019 | Egy remek valaki                   | Someone Great                  | Nate Davis                  |               |
| 2019 | Csiszolatlan gyémánt               | Uncut Gems                     | Demany                      | Gacsal Ádám   |
| 2019 | Tőrbe ejtve                        | Knives Out                     | Elliot nyomozó hadnagy      | Pál Tamás     |
| 2020 | A fénykép                          | The Photograph                 | Michael Block               |               |
| 2021 | Júdás és a Fekete Messiás          | Judas and the Black Messiah    | William O'Neal              | Varga Gábor   |
| 2021 | A vadnyugat törvényei szerint      | The Harder They Fall           | Cherokee Bill               | Varga Gábor   |
| 2023 | Kísértetkastély                    | Haunted Mansion                | Ben Matthias                | Szabó Máté    |
| 2023 | Csodák könyve                      | The Book of Clarence           | Clarence / Tamás apostol    | Szabó Máté    |

Egyéb filmek
| Év   | Cím                         | Szerep               | Megjegyzések   |
| ---- | --------------------------- | -------------------- | -------------- |
| 2008 | Short Term 12               | Mark                 | rövidfilm      |
| 2014 | The Fires, Howling          | A tartózkodó         | rövidfilm      |
| 2015 | King Ripple                 | King Ripple          | rövidfilm      |
| 2015 | Tracks                      | Lawrence             | rövidfilm      |
| 2015 | The Ferguson Case Verbatim  | Dorian Johnson       | rövidfilm      |
| 2016 | Hard World for Small Things | Sev                  | rövidfilm      |
| 2018 | Time of Day                 | önmaga               | rövidfilm      |
| 2024 | Ernest Cole: Lost and Found | Ernest Cole (hangja) | dokumentumfilm |

### Televízió
| Év        | Magyar cím       | Eredeti cím            | Szerep                 | Megjegyzések                                 |
| --------- | ---------------- | ---------------------- | ---------------------- | -------------------------------------------- |
| 2016–2022 | Atlanta          | Atlanta                | Darius Epps            | - 25 epizód - magyar hangja: - Nagypál Gábor |
| 2018      | Random menőségek | Random Acts of Flyness | önmaga                 | 1 epizód                                     |
| 2019–2020 | BoJack Horseman  | BoJack Horseman        | srác (hangja)          | 7 epizód                                     |
| 2020      | Eric André Show  | The Eric Andre Show    | önmaga(társ-házigazda) | 2 epizód                                     |
| 2021      | Yasuke legendája | Yasuke                 | Yasuke (hangja)        | 6 epizód (vezető producer)                   |
| 2023      | Bölcsőrablók     | The Changeling         | Apollo                 | 8 epizód (vezető producer)                   |

### Videóklipek
| Év   | Előadó           | Cím                    | Szerep   |
| ---- | ---------------- | ---------------------- | -------- |
| 2014 | Gary Clark Jr.   | When My Train Pulls In | Keith    |
| 2015 | Run the Jewels   | Close Your Eyes        | Kid      |
| 2017 | Jay-Z            | Moonlight              | Chandler |
| 2017 | Michael Kiwanuka | Love & Hate            |          |
| 2022 | SZA              | I Hate U               |          |
| 2022 | SZA              | Shirt                  |          |

## Fordítás
- Ez a szócikk részben vagy egészben  a   LaKeith Stanfield című angol Wikipédia-szócikk ezen változatának fordításán alapul.  Az eredeti cikk szerkesztőit annak laptörténete sorolja fel. Ez a jelzés csupán a megfogalmazás eredetét és a szerzői jogokat jelzi, nem szolgál a cikkben szereplő információk forrásmegjelöléseként.